# 519

## Събития
- Българи опустошават Илерик.